# Waaierij

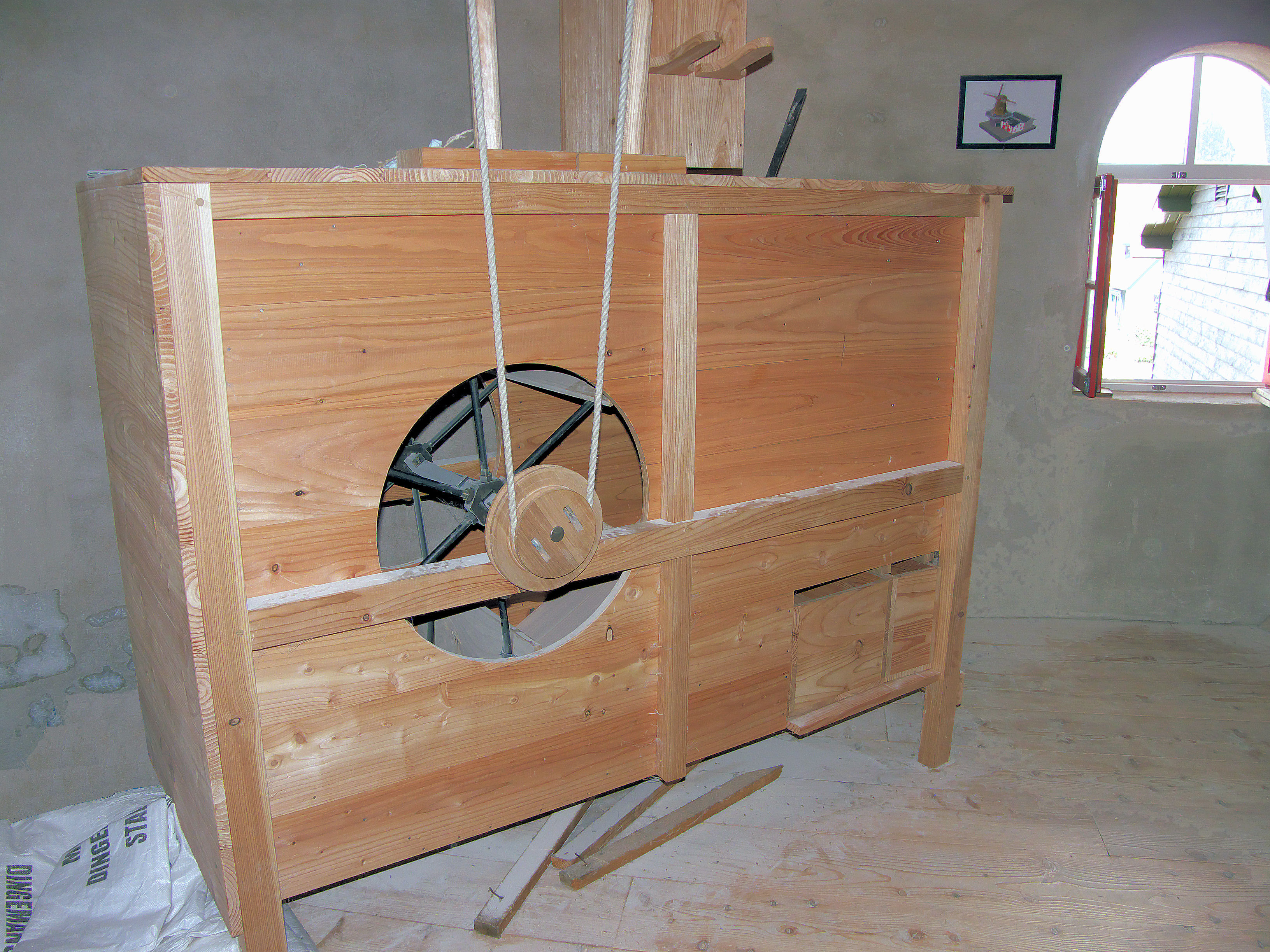
Waaierij met twee bakken van molen De Koe in Ermelo

Een waaierij is een apparaat dat op een pelmolen na elke pelbeurt gebruikt wordt voor het schonen van de gepelde gerst.
In een houten kast zit een door de bolspil aangedreven schoepenrad. De overbrenging vanaf de bolspil gebeurt door een touwsnaar of aandrijfriem, die op spanning wordt gehouden door houten trekblokken. Op de as van het schoepenrad zit een kleine en een grote schijf, waardoor het toerental aangepast kan worden aan de snelheid van de pelsteen.
De gepelde gerst wordt meestal via een stortkoker vanaf de zifterij aangevoerd. In de waaierij wordt de gepelde gerst ontdaan van het kaf en stof en naar grootte opgevangen in twee of drie bakken. Na de laatste pelgang wordt gort overgehouden.

## Fotogalerij

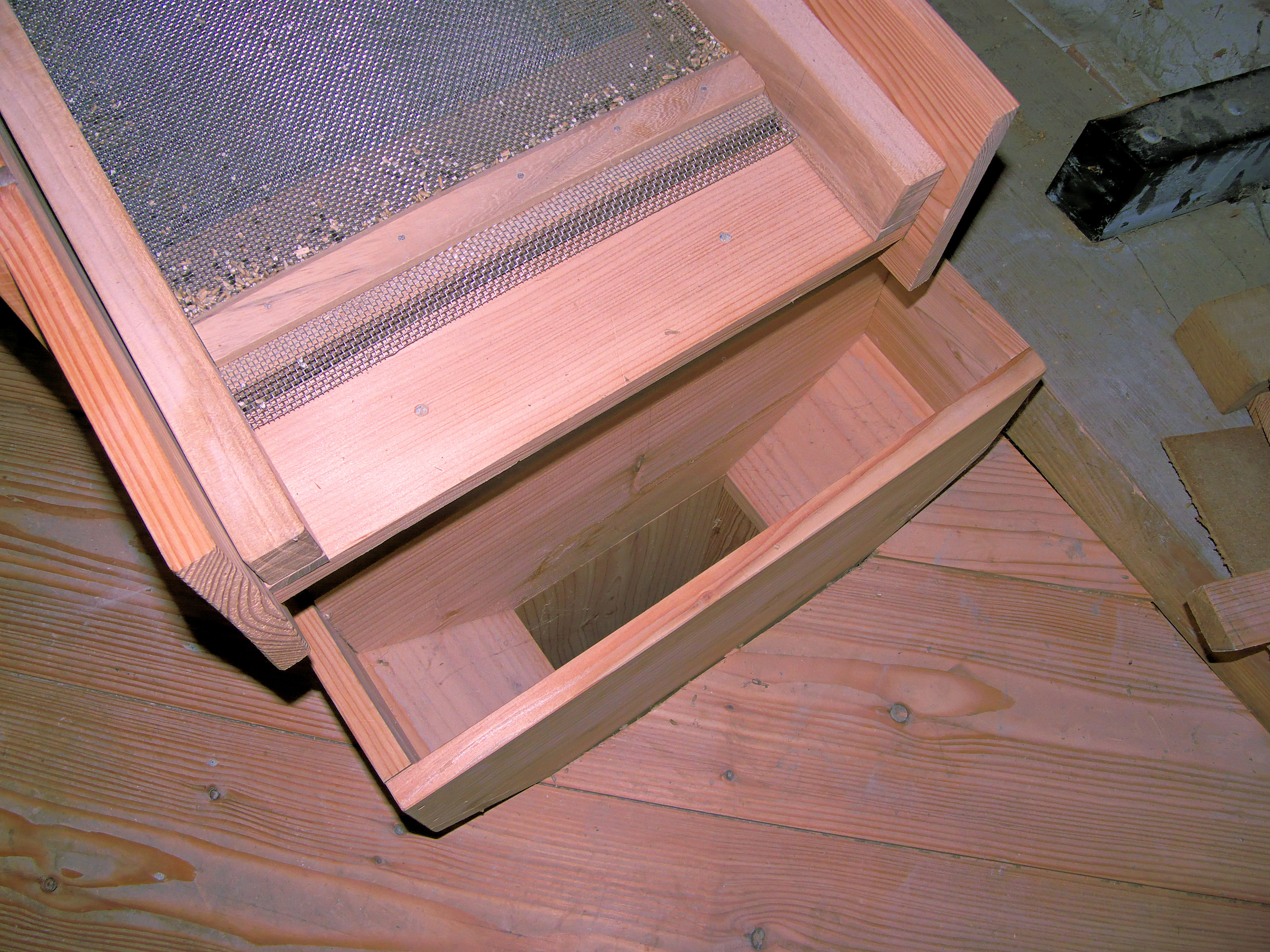
Stortkoker naar waaierij
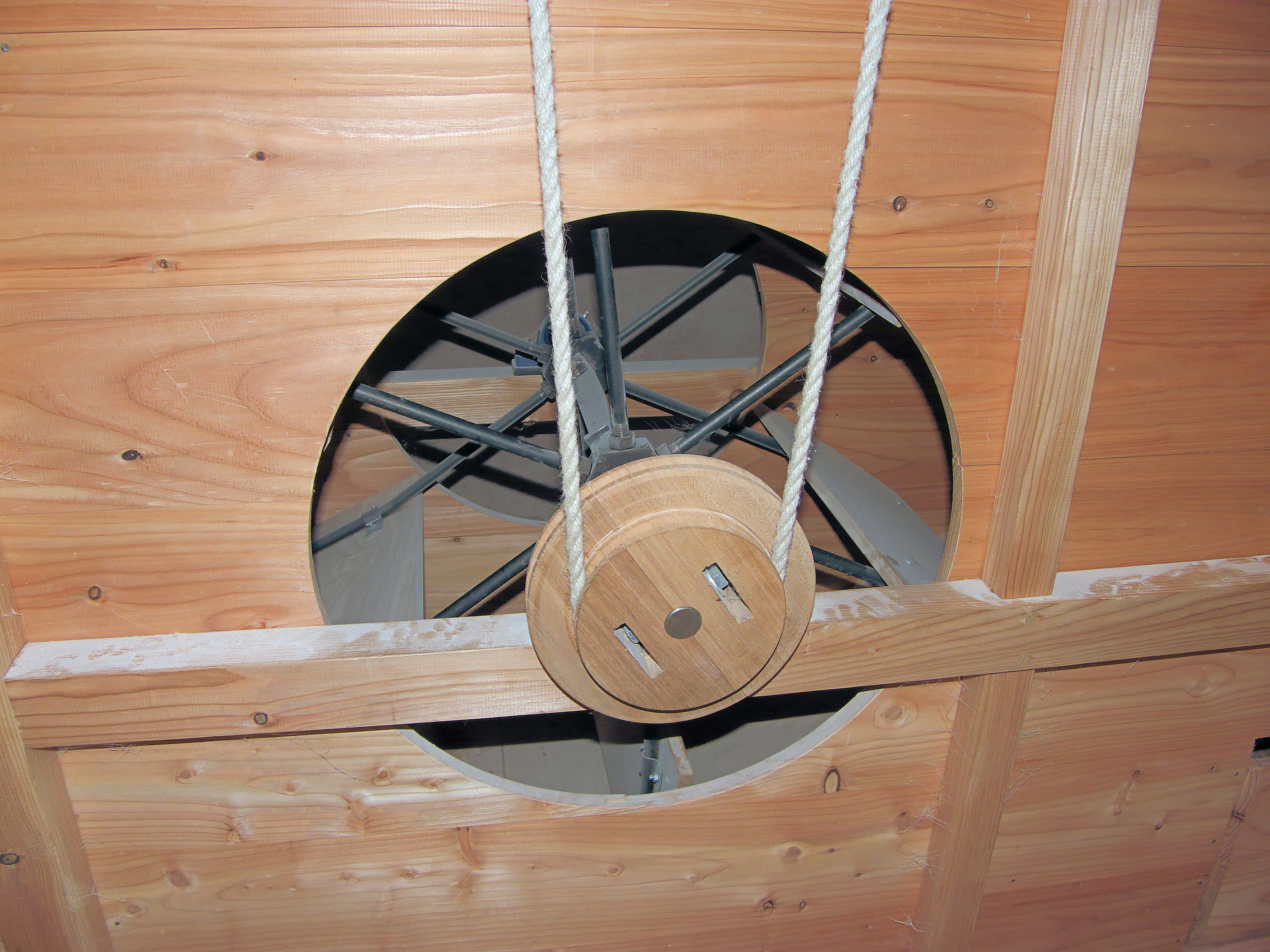
Waaier met twee aandrijfschijven
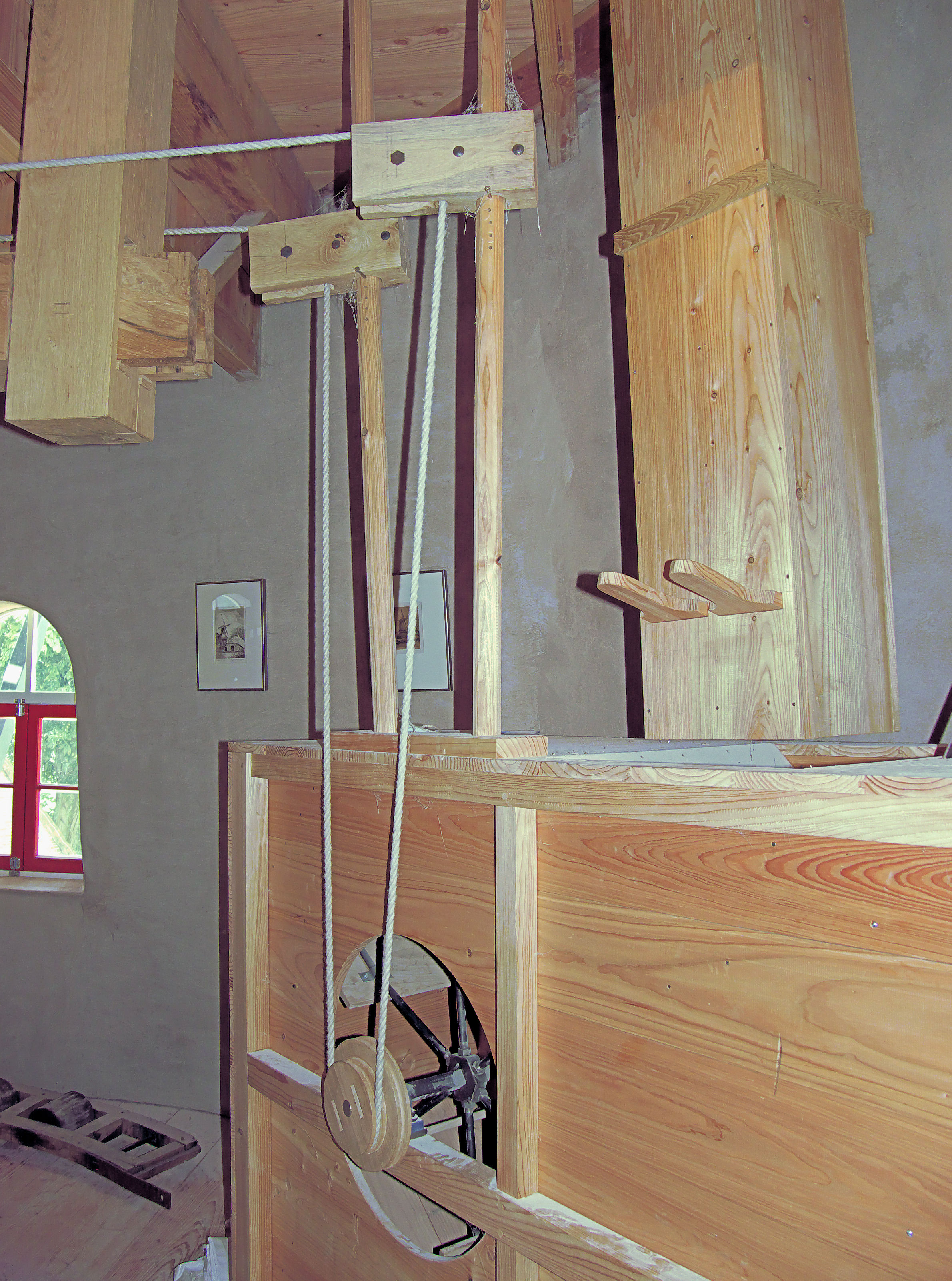
Trekblokken
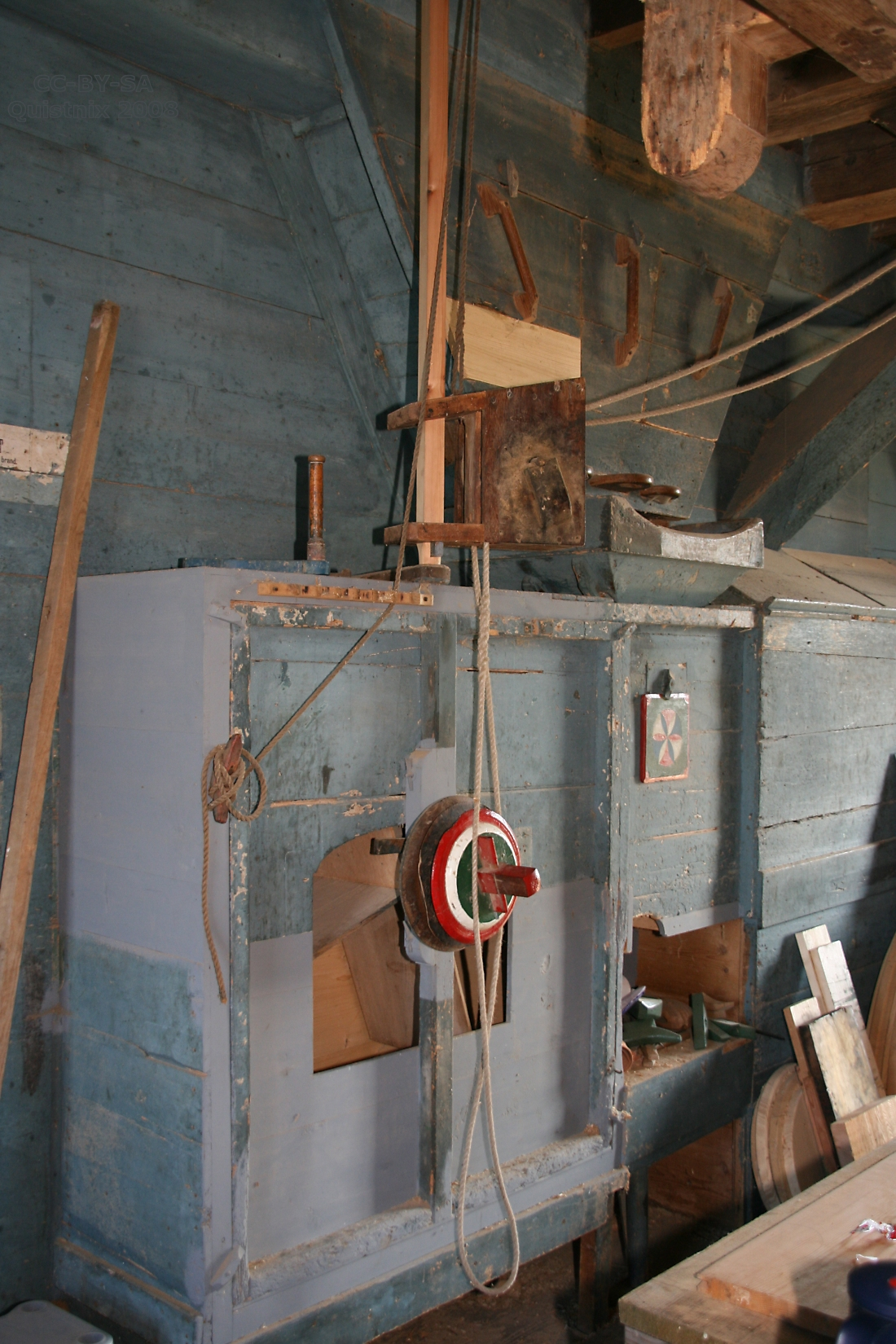
Waaierij van molen Het Prinsenhof